# Ana Gaitero
Ana Gaitero Alonso (Villaornate, 1965) es una periodista española. Ha desarrollado su carrera profesional en el Diario de León. Especialista en comunicación y género, en 2018 fue cofundadora de la Asociación de Periodistas Feministas de Castilla y León, organización que preside.

## Trayectoria
Nació en la localidad leonesa de Villaornate. Salió de León con 18 años para estudiar periodismo en la Universidad Complutense de Madrid licenciándose en 1988. En 2006 realizó un posgrado en Género y Comunicación por la Universidad Pontificia de Salamanca.
A los 23 años, en enero de 1988 estaba en quinto de periodismo cuando empezó a trabajar en el El Bierzo para el Diario de León desde Ponferrada. En octubre de 1991 se trasladó a la redacción de León donde todavía permanece. Además de su trabajo en prensa escrita, es tertuliana en radio y conferenciante.
Miembro de diversas redes internacionales de periodismo con visión de género y periodismo feminista, entre ellas de la Red Internacional de Periodistas con Visión de Género, fue cofundadora en 2018 de la Asociación de Periodistas Feministas de Castilla y León (APFCYL) que también preside. El objetivo de la organización es hacer visibles a las mujeres en los medios de comunicación y enfrentar los estereotipos de género y las discriminaciones que sufren.

### Caso Nevenka
Entre los numerosos casos que ha seguido Gaitero está el del llamado Caso Nevenka que enfrentó Nevenka Fernández a principios del año 2000 cuando denunció al entonces alcalde de Ponferrada, Ismael Álvarez por acoso sexual, logrando una sentencia pionera en España en relación con este tema. En 2021 la periodista participó en la docuserie Nevenka narrando el contexto político y social de Ponferrada en la época y reclamando justicia para ella: «La sociedad le debe una reparación por haber sido aislada y culpada socialmente a pesar de haber ganado el juicio penal. Me refiero a un reconocimiento no sólo individual sino hacia todas las víctimas que Nevenka representa y eso exige una sociedad más comprometida en combatir el acoso y la violencia hacia las mujeres desde todas las esferas».

## Premios y reconocimientos
- Premio Fabián Estapé en 2009 en la categoría de Periodismo Económico, por el reportaje-informe sobre la emigración juvenil leonesa en busca de empleo y en 2012 en la de Periodismo Socioeconómico por el reportaje El campo más verde.[10][11]
- Premio Francisco de Cossío de Castilla y León en 2002 en la sección de Prensa por Se acabó la mina y en 2005 en la de Igualdad de Oportunidades por Las mujeres en el mercado laboral en León.[12]
- Premio de periodismo a la Promoción de la Cultura y el Turismo Leonés de la Casa de León en Madrid en el año 2000, por el reportaje La muralla escondida.
- Premio Francisco de Cossío 2016, apartado de Prensa, como parte del equipo de Diario de León en la cobertura del juicio del asesinato de Isabel Carrasco.[13]

## Publicaciones
- Democratizar la información. (2000) Educar para la paz, la cooperación y prevención de conflictos del Instituto de Estudios para la Paz y la Cooperación. ISBN 8495369273

### Colectivas
- La cultura de género en las organizaciones escolares (2006) Editorial Octaedro[14]
- El siglo de León. Todos los pueblos y sus gentes. (2002)
- Marcha Negra, (2015) Colección Raíces
- 24 horas de Artesana (2015)
- La mirada del fotógrafo sobre la textil leonesa. Tilsa & Forcano (2016)